# Centralamerikanska federationen

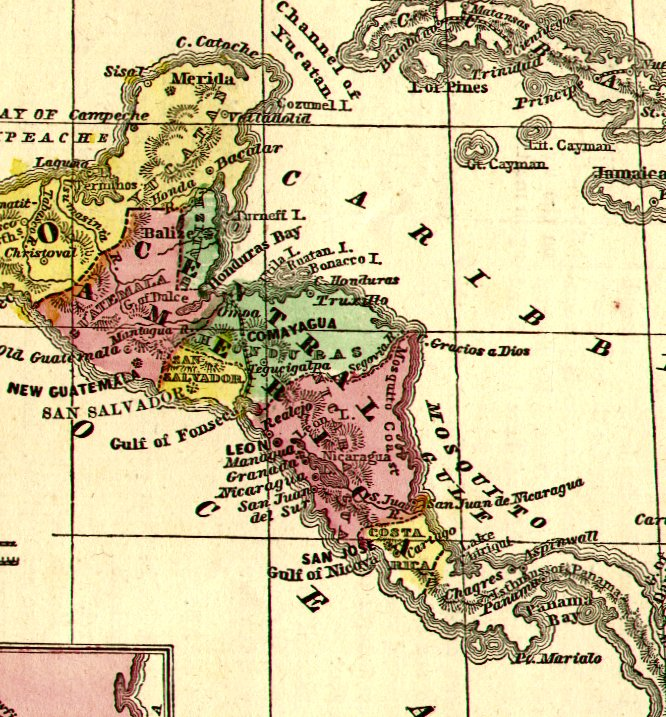
Historisk karta över Centralamerikanska federationen (1860).

Centralamerikanska federationen (även "Centralamerikas förenade provinser") var en kortlivad statsbildning i Centralamerika. Landet var en republik med demokratiska ambitioner, och existerade mellan juli 1823 och 1840. Republiken hade en federal uppbyggnad enligt mönster från USA. På det statsvapen som fanns på landets flagga 1823–1824 hade federationen namnet Provincias Unidas del Centro de América ("Centralamerikas förenade provinser"). Från och med 1824 kallades federationen República Federal de Centroamérica ("Centralamerikas federala republik").
Republiken bestod av staterna Guatemala (som på den tiden hade kontroll över en stor del av det som idag är den mexikanska delstaten Chiapas), El Salvador, Honduras, Nicaragua och Costa Rica. 1830 tillkom ytterligare en delstat, Los Altos, med huvudstad i Quetzaltenango. Delstatens territorium upptog delar av det som nu är de västra delarna av Guatemala och Chiapas. Mellan 1838 och 1840 kollapsade federationen efter ett inbördeskrig.

## Historia
Centralamerikanska federationen bildades 1823 ur det sönderfallande mexikanska kejsardömet av liberala politiska krafter som drömde om en centralamerikansk förbundsrepublik med USA som förebild. De styrande liberalerna hade höga förväntningar på den nya federala republiken. Man hoppades att landet skulle utvecklas till en modern, demokratisk nation som kunde utnyttja den livliga handeln mellan Atlanten och Stilla havet. Förhoppningarna avspeglades i den federala republikens symboler:  flaggan med ett vitt band mellan två blå, vilket representerar landmassan mellan de båda oceanerna, statsvapnet med fem berg (en för varje stat) mellan två världshav, samt en jakobinmössa som är den franska revolutionens symbol.
I praktiken stod federationen emellertid inför oöverstigliga problem. Det liberala demokratiska projektet hade tvingats fram i en snabb och förhastad process och saknade större folkligt stöd. Federationen motarbetades också kraftigt av konservativa krafter i förbund med prästerskapet inom katolska kyrkan och rika jordägare som i praktiken både hade den politiska och ekonomiska makten. Den politiskt aktiva delen av befolkningen var redan innan federationen var ett faktum uppdelad i två läger: de liberal-demokratiska krafterna i Guatemala och den gammalspanska aristokratin och kyrkan med huvudsäte i El Salvador.  Infrastrukturen och kommunikationsvägarna mellan de olika staterna var mycket otillräcklig. Huvuddelen av befolkningen såg sig aldrig som medborgare i den större federationen.  Den federala regeringen i Guatemala City visade sig dessutom mycket ineffektiv och präglades av inre splittring och konflikter. De konservativa motståndarna till federationen utnyttjade rädslan bland de övriga staterna för att Guatemala skulle dominera unionen och lyckades efter protester få huvudstaden flyttad till San Salvador 1831. Kort därefter utbröt en mängd krig mellan olika grupperingar inom både federationen och de enskilda staterna.  De långt framskridna planerna på en kanal (se Nicaraguakanalen och Panamakanalen) kunde på grund av fattigdomen och regionens politiska instabilitet aldrig förverkligas. En kanal mellan Atlanten och Stilla havet skulle ha gett området avsevärda ekonomiska fördelar.
Redan i början av 1830-talet hade federationen i praktiken upplösts och den federala regeringens makt var i praktiken obefintlig.

## Unionens upplösning
Federationen gick under i ett inbördeskrig som varade mellan 1838 och 1840. Upplösningen inleddes med att Nicaragua lämnade federationen den 5 november 1838, följt av Honduras och Costa Rica. Förbundspresidenten  Francisco Morazán försökte in i det sista hålla ihop unionen med våld men utvecklingen gick inte att hindra. Unionen upphörde i praktiken att existera 1840, då fyra av de fem medlemsstaterna hade förklarat sig självständiga. Unionen upplöstes officiellt när El Salvador utropat sig till en oberoende republik i februari 1841. Eftersom denna period var mycket tumultartad och kaotisk går det inte att ange ett exakt datum, men den 31 maj 1838 förklarade den federala kongressen att provinserna hade rätt att skapa sina egna oberoende republiker. Det kongressen gjorde var egentligen bara att legalisera den upplösningsprocess som redan hade börjat.
Flera försök att skapa en ny federal stat i Centralamerika gjordes under artonhundratalet, men inget av dessa blev framgångsrika:
- Det första försöket gjordes redan 1842 av den tidigare presidenten Morazán, som med vapenmakt försökte återinföra federationen med utgångspunkt från Costa Rica. Han föll offer för en folkresning och avrättades i San José den 15 september 1842. Ett nytt unionsfördrag undertecknades i oktober 1842, men den nya, lösare sammanslutningen upplöstes redan 1845 efter oroligheter i Guatemala och El Salvador.
- Ett andra försök gjordes 1850–51 då El Salvador, Honduras och Nicaragua bildade Federación de Centro América. Man försökte tvinga med Guatemala i unionen med vapenmakt, men misslyckades.
- Guatemalas president Justo Rufino Barrios försökte bilda en federal centralamerikansk stat under 1880-talet, men dödades 1885 under stridigheter i El Salvador.
- En tredje statsbildning med Honduras, Nicaragua och El Salvador fick namnet "República Mayor de Centroamérica" (Centralamerikas storrepublik) och varade mellan 1896 och 1898.
- Det sista försöket varade mellan 1921 och januari 1922 då El Salvador, Guatemala, Costa Rica och Honduras bildade (en andra) República Federal de Centroamérica. Fördraget om upprättande av denna federation undertecknades i San José, Costa Rica den 19 januari 1921. Denna andra federation hade mycket små utsikter att bli framgångsrik, eftersom den federala "regeringen" bara bestod av ett federalt råd med några få delegater från varje stat.

Trots misslyckandet att bilda en varaktig politisk union, har de olika staternas gemensamma historia och delade säkerhetspolitiska intressen gjort att tanken på en union finns kvar i området även idag. Mellan 1856 och 1857 bildade staterna i området en militär koalition som lyckades slå tillbaka en invasion som leddes av den amerikanske äventyraren William Walker. Idag använder alla fem länderna flaggor som innehåller någon variant av det gamla federala motivet med två yttre blå band som omger ett centralt vitt fält. (Costa Rica, som var den medlemsstat som var minst entusiastisk inför regional integrering, ändrade sin flagga 1848 genom att byta till en mörkare blå färg och lägga till ett brett inre rött fält, med referenser till den franska trikoloren.)

## Valuta

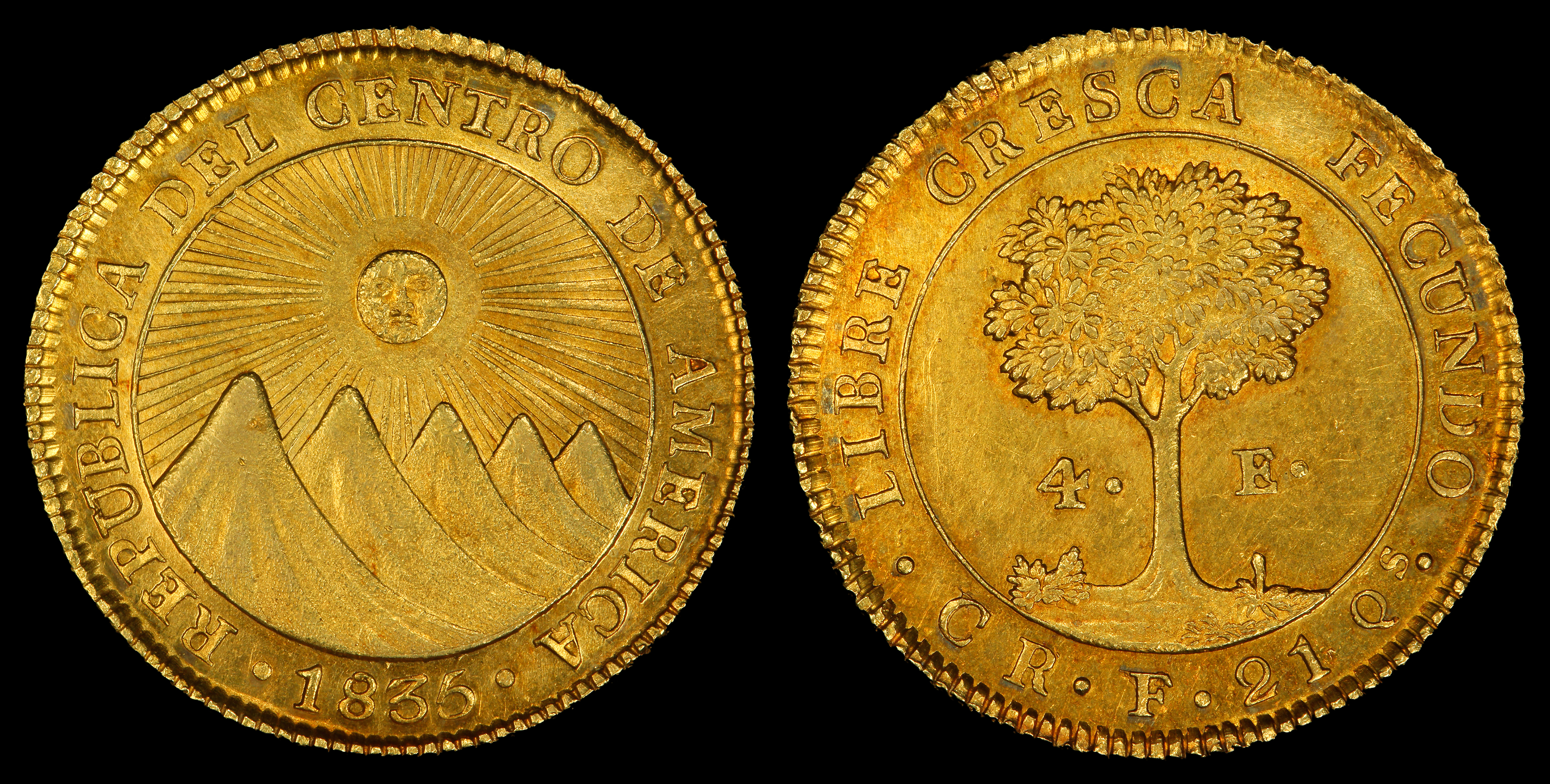
Ett 4-Realmynt från Centralamerikanska federationen slaget i Costa Rica 1835

Centralamerikanska federationen hade sin egen valuta, real, som 1824 ersatte den spanska kolonialrealen. Den delades i guld- och silverrealer och växelkursen var 16 silverrealer på en guldreal. Efter federationens upplösning ersattes federationens real av costaricansk real, salvadoriansk peso, guatemalansk peso, honduransk real och nicaraguansk peso.

## Regeringsledare
Politiska ledare:
- Gabino Gaínza (1821–1822)
- Vicente Filisola (1823)

Första juntan (1823):
- Pedro José Antonio Molina Mazariegos
- Antonio Rivera Cabezas
- Juan Vicente Villacorta Díaz

Andra juntan (1823–1824):
- Tomás Antonio O’Horan y Argüello
- José Santiago Milla Pineda Arriaga
- Juan Vicente Villacorta Díaz

Tredje juntan (1824):
- Tomás Antonio O’Horan y Argüello
- Juan Vicente Villacorta Díaz
- José Cecilio del Valle

Fjärde juntan (1824):
- Tomás Antonio O’Horan y Argüello
- José Cecilio del Valle
- Manuel José Arce y Fagoaga

Femte juntan (1824–1825):
- Tomás Antonio O’Horan y Argüello
- José Cecilio del Valle
- José Manuel de la Cerda y Aguilar

Presidenter:
- Manuel José Arce y Fagoaga (1825–1829)
- José Francisco Barrundia y Cepeda (1829–1830) (interimistisk president efter Arces avgång)
- Francisco Morazán Quesada (1830–1834)
- José Gregorio Salazar (1834–1835)
- Francisco Morazán Quesada (1835–1839)
- Diego Vigil (1839) (fungerade som den sönderfallande nationens statschef fram till 1840)